# Nanostreptus curiosus
Nanostreptus curiosus är en mångfotingart som först beskrevs av Filippo Silvestri 1895.  Nanostreptus curiosus ingår i släktet Nanostreptus och familjen Spirostreptidae. Inga underarter finns listade i Catalogue of Life.